# Platylomalus sauteri
Platylomalus sauteri är en skalbaggsart som först beskrevs av Heinrich Bickhardt 1912.  Platylomalus sauteri ingår i släktet Platylomalus och familjen stumpbaggar. Inga underarter finns listade i Catalogue of Life.